# Термогравиметрия
Термогравиметрия или термогравиметрический анализ (ТГ) — метод термического анализа, при котором регистрируется изменение массы образца в зависимости от температуры.

Этот метод анализа заключается в наблюдении массы исследуемой навески вещества при изменении её температуры. Результатом анализа являются ТГ-кривые — зависимости массы навески (или изменения массы навески) от температуры или времени. Для интерпретации результатов ТГ-анализа необходима обработка ТГ-кривых. В частности, производная от ТГ-сигнала (скорость изменения массы), представляемая кривой ДТГ, позволяет установить момент времени или температуру, при которой изменение веса происходит наиболее быстро.
ТГ-анализ широко используется в исследовательской практике для определения температуры деградации полимеров, влажности материалов, доли органических и неорганических компонентов, входящих в состав исследуемого вещества, точки разложения взрывчатых веществ и сухого остатка растворенных веществ. Метод также пригоден для определения скорости коррозии при высоких температурах.
При синхронном ТГ-ДТА/ДСК анализе одновременно измеряется изменение теплового потока и массы образца как функция от температуры или времени, обычно при этом используется контролируемая атмосфера. Такой синхронный анализ не только увеличивает производительность измерений, но и упрощает интерпретацию результатов, благодаря возможности отделить эндо- и экзотермические процессы, не сопровождающиеся изменением массы (например, фазовые переходы) от тех, при которых происходит изменение массы (например, дегидратация).

## Методика

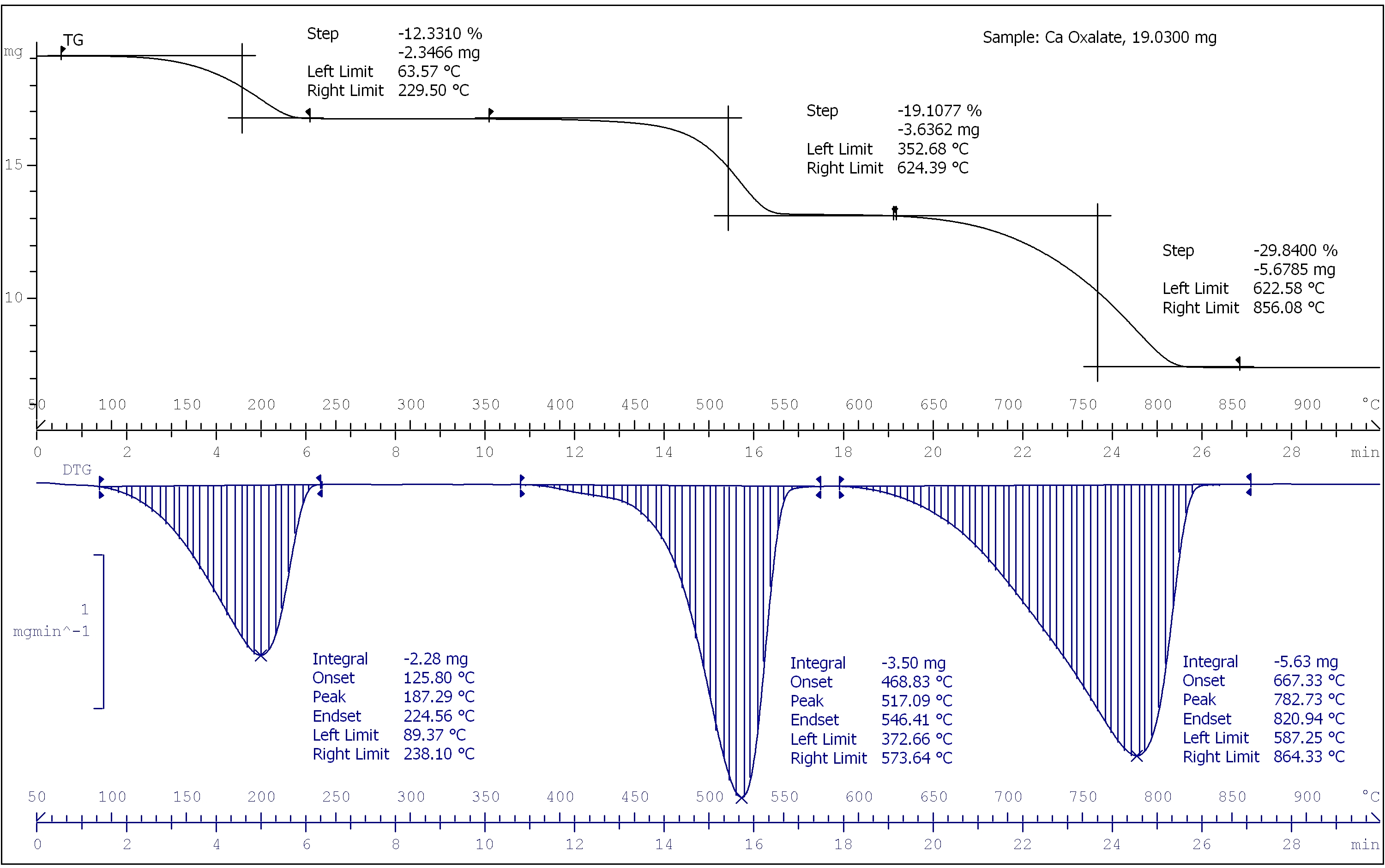
Термограмма оксалата кальция

Термоанализатор состоит из высокоточных весов с тиглями (как правило, платиновыми), которые размещаются в камере небольшой электропечи. В непосредственной близости от образца, например, под донышком тигля, находится контрольная термопара, с высокой точностью измеряющая температуру. Камера печи может заполняться инертным газом для предотвращения окисления или иных нежелательных реакций. Для управления измеряющей аппаратурой и снятия показаний используется компьютер.
В процессе анализа температура поднимается с постоянной скоростью, и записывается изменение массы в зависимости от температуры. Верхний предел температуры ограничен только возможностями прибора, и может достигать 1500 °C и более. При этом, благодаря хорошей теплоизоляции печи температура на её внешней поверхности невысока и не вызывает ожога.
В методе ТГ-анализа высокое разрешение достигается за счёт наличия петли обратной связи между весом образца и его температурой. Нагрев замедляется по мере изменения веса образца, и, таким образом, температуру, при которой изменяется вес можно установить с большой точностью. Многие современные термоанализаторы позволяют подключить к выходному штуцеру печи инфракрасный спектрофотометр для непосредственного анализа химического состава газа.